# Propalticidae
Propalticidae  là một họ bọ Cánh cứng trong phân bộ Polyphaga.